# Valerianaceae
Le Valerianacee (Valerianaceae Batsch) sono una famiglia di piante dell'ordine Dipsacales.
Riconosciuta dalla classificazione tradizionale (Sistema Cronquist, 1981), la famiglia non è più ritenuta valida dalla classificazione APG IV (2016) che la include tra le Caprifoliacee.
La famiglia ha avuto origine circa 60 milioni di anni fa.

## Descrizione
La famiglia comprende erbe con foglie opposte.
I fiori, piccoli e riuniti in infiorescenze, possiedono corolla simpetala regolare o quasi regolare e possiedono un ovario infero.
Si tratta dell'unico caso di fiore mancante di simmetria.

## Tassonomia
La famiglia comprende i seguenti generi:
- Aligera Suksd.
- Aretiastrum (DC.) Spach
- Astrephia Dufr.
- Belonanthus Graebn.
- Centranthus Lam. & DC. = Valeriana L.
- Fedia Gaertn.
- Nardostachys DC.
- Patrinia Juss.
- Phuodendron (Graebn.) Dalla Torre & Harms
- Phyllactis Pers.
- Plectritis (Lindl.) DC.
- Pseudobetckea (Hock) Lincz.
- Stangea Graebn.
- Valeriana L.
- Valerianella Mill.